# Campeonato Mundial de Ginástica Artística de 1995
O XXXI Campeonato Mundial de Ginástica Artística trancorreu entre os dia 1º e 10 de outubro de 1995, na cidade de Sabae, Japão.

## Eventos
- Individual geral masculino
- Equipes masculino
- Solo masculino
- Barra fixa
- Barras paralelas
- Cavalo com alças
- Argolas
- Salto sobre a mesa masculino
- Individual geral feminino
- Equipes feminino
- Trave
- Solo feminino
- Barras assimétricas
- Salto sobre a mesa feminino

## Medalhistas
Masculino
| Evento                    | Ouro | Prata | Bronze |
| Equipes detalhes          | Jian Shen · Hongbin Fan · Li Xiaoshuang · Huang Liping · Huadong Huang · Bin Fan · Zhang Jinjing · China · (566,619) | Masayoshi Maeda · Toshiharu Sato · Masayuki Matsunaga · Hikaru Tanaka · Hiromasa Masuda · Yoshiavaki Hatakeda · Daisuke Nishikawa · Japão · (563,558) | Nicolae Bejenaru · Adrian Lanculescu · Dan Burinca · Marius Urzica · Nicu Stroia · Cristian Leric · Nistor Sandro · Roménia · (561,497) |
| Individual geral detalhes | Li Xiaoshuang · China · (57,998)                                                                                     | Vitaly Scherbo · Bielorrússia · (57,499) | Evgeni Chabaev · Rússia · (57,248) |
| Salto detalhes            | Alexei Nemov · Rússia · Grigory Misutin · Ucrânia · (9,756)                                                          | nenhum | Vitaly Scherbo · Bielorrússia · (9,662)                                                                                                 |
| Solo detalhes             | Vitaly Scherbo · Bielorrússia · (9,812)                                                                              | Li Xiaoshuang · China · (9,775) | Grigory Misutin · Ucrânia · (9,762) |
| Cavalo com alças detalhes | Li Donghua · Suíça · (9,762)                                                                                         | Huang Huadong · China · Yoshiaki Hatakeda · Japão · (9,737)                                                                                           | nenhum |
| Barras paralelas detalhes | Vitaly Scherbo · Bielorrússia · (9,812)                                                                              | Huang Liping · China · (9,750) | Hikaru Tanaka · Japão · (9,725) |
| Argolas detalhes          | Juri Chechi · Itália · (9,850)                                                                                       | Dan Burinca · Roménia · (9,762) | Jordan Jovtchev · Bulgária · (9,750) |
| Barra fixa detalhes       | Andreas Wecker · Alemanha · (9,812)                                                                                  | Yoshiaki Hatakeda · Japão · (9,775) | Krasimir Dounev · Bulgária · Zhang Jinjing · China · (9,750)                                                                            |

Feminino
| Evento                       | Ouro | Prata                                                                                              | Bronze |
| Equipes detalhes             | Simona Amânar · Andreea Cacovean · Gina Gogean · Nadia Hategan · Alexandra Marinescu · Lavinia Miloşovici · Claudia Presacan · Roménia · (387,865) | Bi Wenjing · Ji Liya · Liu Xuan · Mao Yanling · Meng Fei · Mo Huilan · Qiao Ya · China · (386,476) | Mary Beth Arnold · Theresa Kulikowski · Shannon Miller · Dominique Moceanu · Jaycie Phelps · Kerri Strug · Doni Thompson · Estados Unidos · (384,705) |
| Individual geral detalhes    | Lilia Podkopayeva · Ucrânia · (39,248) | Svetlana Khorkina · Rússia · (39,130)                                                              | Lavinia Milosovici · Roménia · (39,086) |
| Salto detalhes               | Simona Amanar · Roménia · Lilia Podkopayeva · Ucrânia · (9,781)                                                                                    | nenhum                                                                                             | Gina Gogean · Roménia · (9,706) |
| Solo detalhes                | Gina Gogean · Roménia · (9,825) | Ji Liya · China · (9,675)                                                                          | Ludivine Furnon · França · (9,625) |
| Trave detalhes               | Mo Huilan · China · (9,900) | Dominique Moceanu · Estados Unidos · Lilia Podkopayeva · Ucrânia · (9,837)                         | nenhum |
| Barras assimétricas detalhes | Svetlana Khorkina · Rússia · (9,900) | Mo Huilan · China · Lilia Podkopayeva · Ucrânia · (9,837)                                          | nenhum |

## Quadro de medalhas
| Ordem | País           | Medalha de ouro | Medalha de prata | Medalha de bronze |    |
| ----- | -------------- | --------------- | ---------------- | ----------------- | -- |
| 1     | China          | 3               | 6                | 1                 | 10 |
| 2     | Ucrânia        | 3               | 2                | 1                 | 6  |
| 3     | Roménia        | 3               | 1                | 3                 | 7  |
| 4     | Bielorrússia   | 2               | 1                | 1                 | 4  |
| 4     | Rússia         | 2               | 1                | 1                 | 4  |
| 6     | Itália         | 1               |                  |                   | 1  |
| 6     | Alemanha       | 1               |                  |                   | 1  |
| 6     | Suíça          | 1               |                  |                   | 1  |
| 9     | Japão          |                 | 3                | 1                 | 4  |
| 10    | Estados Unidos |                 | 1                | 1                 | 2  |
| 11    | Bulgária       |                 |                  | 2                 | 2  |
| 12    | França         |                 |                  | 1                 | 1  |
| TOTAL | TOTAL          | 16              | 15               | 12                | 43 |